# Gertrude Emerson Sen
Gertrude Emerson Sen (1890-1982) est une géographe américaine du début du XXe siècle, experte de l'Asie.
Elle est un membre fondateur de la Society of Woman Geographers.
Après avoir enseigné l'anglais au Japon, elle retourne aux États-Unis et devient éditrice du magazine Asia (en). En 1920, elle entreprend des expéditions autour du monde jusqu'en 1932, lorsqu'elle s'installe au nord-est de l'Inde en se mariant à un Indien, Basiswar Sen. Elle a écrit sur la culture indienne et a pris position contre l'implication de non-Indiens dans les affaires de l'Inde.
Elle a été l'étudiante de Jagadish Chandra Bose et l'associée de Swami Vivekananda et Sœur Nivedita. C'est aussi la sœur de l'entomologiste Alfred E. Emerson.
En 1976, la décoration Padma Shri lui est décernée.

## Publications
- Voiceless India (1944)
- Pageant of India's History (1948)